# مجموعة لاتيسي
مجموعة لاتيسي (بالإنجليزية: Lattice Group)‏ هي شركة بريطانية تعمل في مجال أعمال نقل الغاز. كانت مدرجة على بورصة لندن، وكانت أحد مكونات مؤشر فوتسي 100. تأسست في 2000. يقع مقرها في لندن، المملكة المتحدة.

## التاريخ
تأسست الشركة في عام 2000 عندما حلت مجموعة بي جي أعمال شركتها نقل الغاز في المملكة المتحدة، والمعروفة سابقا باسم ترانسكو، وأطلقت عليها اسم مجموعة لاتيسي.